# 부산해군과학기술고등학교
부산해군과학기술고등학교(釜山海軍科學技術高等學校)는 대한민국 부산광역시 해운대구 우동에 있는 공립 고등학교이다.

## 학교 연혁
- 1975년 2월 24일 : 동부산기술학교 설립 인가
- 1979년 11월 27일 : 동부산고등기술학교 설립 인가
- 1980년 3월 2일 : 동부산고등기술학교 개교(초대 우신출 교장 취임)
- 1982년 8월 18일 : 동부산공업고등기술학교로 교명 변경
- 1986년 10월 12일 : 학칙 변경(전자과, 배관용접과, 자동차과 총 42학급)
- 1993년 10월 22일 : 학칙 변경(전자과, 기계과, 자동차과 총 30학급)
- 1993년 10월 22일 : 해운대공업고등학교로 교명 변경
- 2002년 9월 1일 : 공립 전환, 제4대(공립초대) 이태종 교장 취임
- 2007년 8월 27일 : 부산광역시교육청 특성화고등학교 지정(전자제어과 4학급, 디지털기계과 4학급 학년당 8학급)
- 2008년 3월 1일 : 조선기자재 특성화고등학교로 전환
- 2009년 2월 9일 : 장국관 개관 및 선박용접실 개관
- 2010년 3월 1일 : 중소기업지정 정책 연구학교 운영(2010년 ~ 2012년 3년간)
- 2010년 4월 2일 : 창조관 증축 완공 (학생식당, CAM실습실, 선박자동화설비실습실, 시청각실, 학생자치실, 직업진로정보센터 등)
- 2016년 3월 1일 : 학과 명칭 변경(전자제어과 -＞전기전자과, 조선기계과 -＞기계과)
- 2017년 12월 5일 : 자율학교 재지정
- 2024년 1월 9일 : 제42회 졸업식 졸업생 114명(졸업생 총수 13,595명)
- 2024년 3월 1일 : 제14대(공립11대) 정인식 교장 취임
- 2024년 3월 4일 : 제45회 입학식 신입생 139명(전기전자과 3학급 62명, 기계과 4학급 77명)
- 2025년 3월 1일 : 부산해군과학기술고등학교로 교명 변경

## 설치 학과
- 전기전자과
- 기계과

## 참고 자료
- 부산해군과학기술고등학교 - 한국교육학술정보원 학교알리미